# 창농불패
《창농불패》는 2018년 MBC에서 방송된 농식품 창업 서바이벌 프로그램이다. 이 프로그램은 2018 농식품 창업 콘테스트의 본선을 겸하고 있다. 10팀이 참가했으며 마인컨텐츠 팀이 최종 우승을 차지했다.